# Ramsey Dukes
Pour les articles homonymes, voir Dukes.
Ramsey Dukes est le nom de plume de Lionel Snell, né en 1945 dans le Hertfordshire. Dukes est un occultiste et magicien anglais, éditeur et auteur d’ouvrages sur la magie et la philosophie. Il est membre de divers ordres occultes comme l’Ordo Templi Orientis ou les Illuminates of Thanateros.

## Biographie
Il étudie à Cambridge où ses écrits sur Austin Osman Spare et la théorie de la magie le mettent en contact avec le jeune mouvement de la magie du Chaos dans les années 1970. Son intérêt pour la magie remontait déjà à la fin des années 1950, époque à laquelle il lut le livre d’Abramelin le Mage.
Ses premiers écrits sont une série d’articles pour le magazine Aquarian Arrow qu’il écrit sous le nom de plume d’Honourable Hugo L’Estrange dans un style pastichant celui de Dennis Wheatley.
Depuis 1972, il a écrit et publié un certain nombre de livres qui auront un grand impact sur la pensée et la philosophie de la magie. 
Vers 1973, Christopher Macintosh — un historien du rosicrucianisme — lui demande d’écrire un essai sur la magie qui deviendra, en 1974, SSOTBME – an essay on magic. Ce livre, ainsi que d’autres articles publiés dans le magazine Agape sur Austin Osman Spare (« Spare Parts », magazine Agape, no 4), influencèrent la création de la Magie du Chaos par Peter Carroll, Ray Sherwin et d’autres. 
Ramsey Dukes entreprend, en 1977, les opérations et rituels d’Abramelin le Mage. La même année, il publie Thundersqueak qui deviendra, selon Dukes lui-même, « un classique parmi la communauté punk d’Islande ».
En 1983, il est initié au sein de l’ordre magique The Free Spirit et un peu plus tard au sein de l’Ordo Templi Orientis. À la fin des années 1980, il sera invité au château de Lockenhaus, en Autriche, afin d’y animer des groupes de travail pour l’I.O.T. et y être initié.
Au début des années 1990, il représente l’O.T.O. lors de diverses émissions télévisées.
En 1999, il se marie avec une Sud-Africaine et part s’établir, en 2005, au Cap où il vit encore aujourd’hui.
Ses autres pseudonymes connus sont : Lemuel Johnston, Adamai Philotunus, Liz Angerford et Ambrose Lea.